# Breahnă
Numele Breahnă a provenit dintr-o poreclă având la bază substantivul în formă de singular breahnă, format din pluralul brehne „ființe care trăiesc în păduri și sperie oamenii”, adică „genii rele”, „năluci” sau din verbul a brehni, „a scoate un strigăt (despre oameni și despre animale)”. Numele Breahnă este atestat la 1680 în documentele orheiene: bătrânul Breahnă din Ghirești. La 1774, în satul Rusești, este atestat un Ion Breahnă, volintir. Azi, în republică, 268 de persoane sunt înscrise cu numele corect Breahnă și 316 persoane cu forma incorectă Breahna.